# Bukvägg
Bukväggen (latin: paries abdominalis) utgör bukens yttersta lager och omsluter bukhålan från bröstkorgen till bäckenet. Bukväggen består bland annat av hud, underhud, fascia, muskler, fettvävnad och bukhinnan.